# Tropikfåglar
Tropikfåglar (Phaethontidae) är den enda familjen inom ordningen Phaethontiformes som består av ett enda släkte Phaethon och tre arter. Tropikfåglarnas systematik är oklar, och de har tidigare klassificerats inom ordningen pelikanfåglar, men betraktas numera som en egen ordning. Fåglarna har huvudsakligen vit fjäderdräkt med förlängda stjärtfjädrar och lever vid tropiska och subtropiska hav.

## Arter
- Rödnäbbad tropikfågel (Phaethon aethereus)
- Rödstjärtad tropikfågel (Phaethon rubricauda)
- Vitstjärtad tropikfågel (Phaethon lepturus)